# Anoedopoda
Anoedopoda is een geslacht van rechtvleugeligen uit de familie sabelsprinkhanen (Tettigoniidae). De wetenschappelijke naam van dit geslacht is voor het eerst geldig gepubliceerd in 1891 door Karsch.

## Soorten
Het geslacht Anoedopoda omvat de volgende soorten:
- Anoedopoda erosa Karsch, 1891
- Anoedopoda lamellata Linnaeus, 1758